# Jan V. Popel z Lobkowicz
Jan V. Popel z Lobkowicz na Točníku (1521 nebo snad 1527 – 18. června 1590), také zvaný nejmladší, mladší, od roku 1570 starší a od roku 1586 nejstarší byl příslušník chlumecké větve šlechtického rodu Lobkoviců. Zastával vysoké zemské úřady, byl prezidentem rady nad apelacemi, prezidentem české komory a hejtmanem německých lén.

## Původ a život

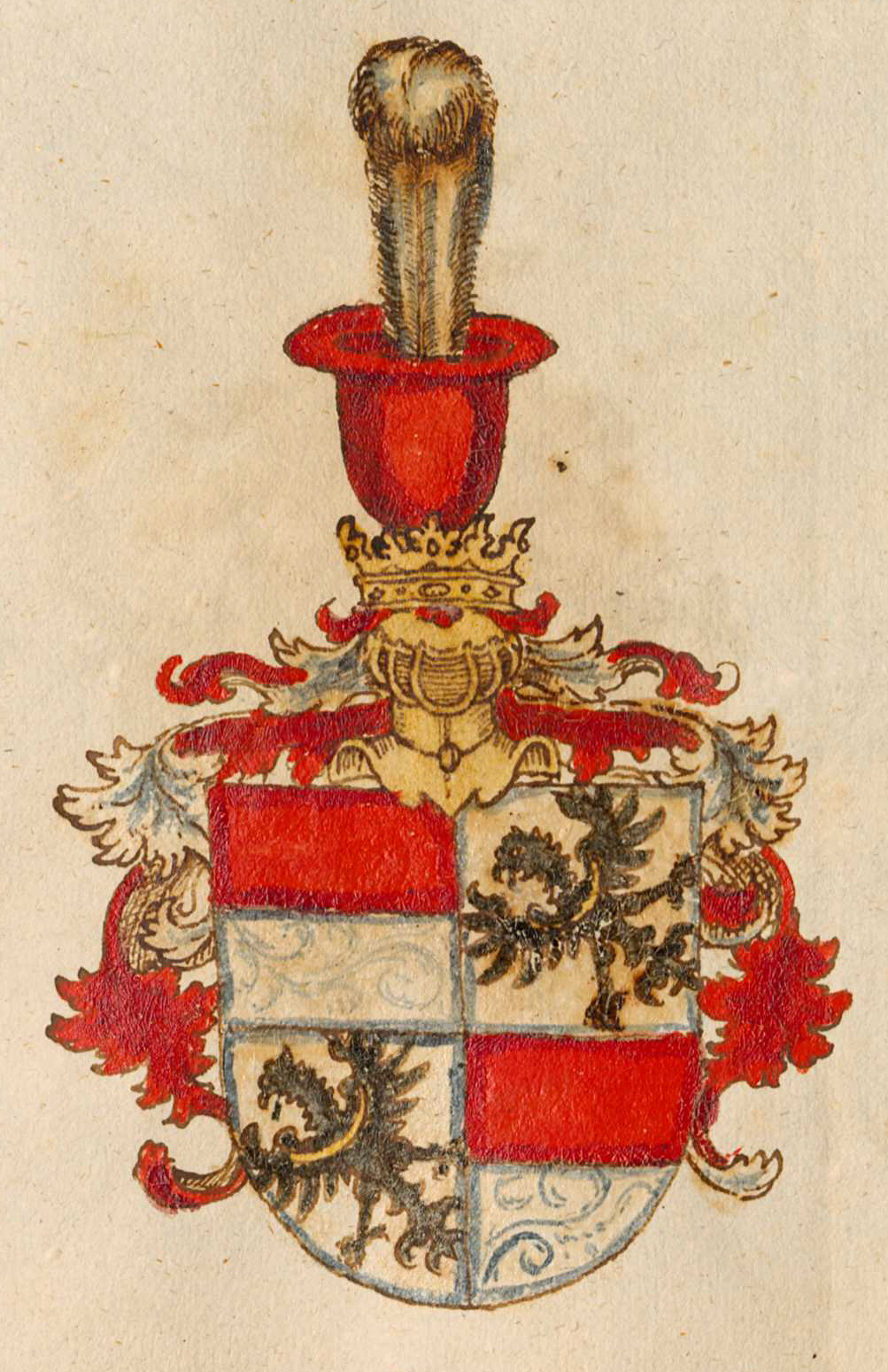
Erb rodu Lobkowiczů

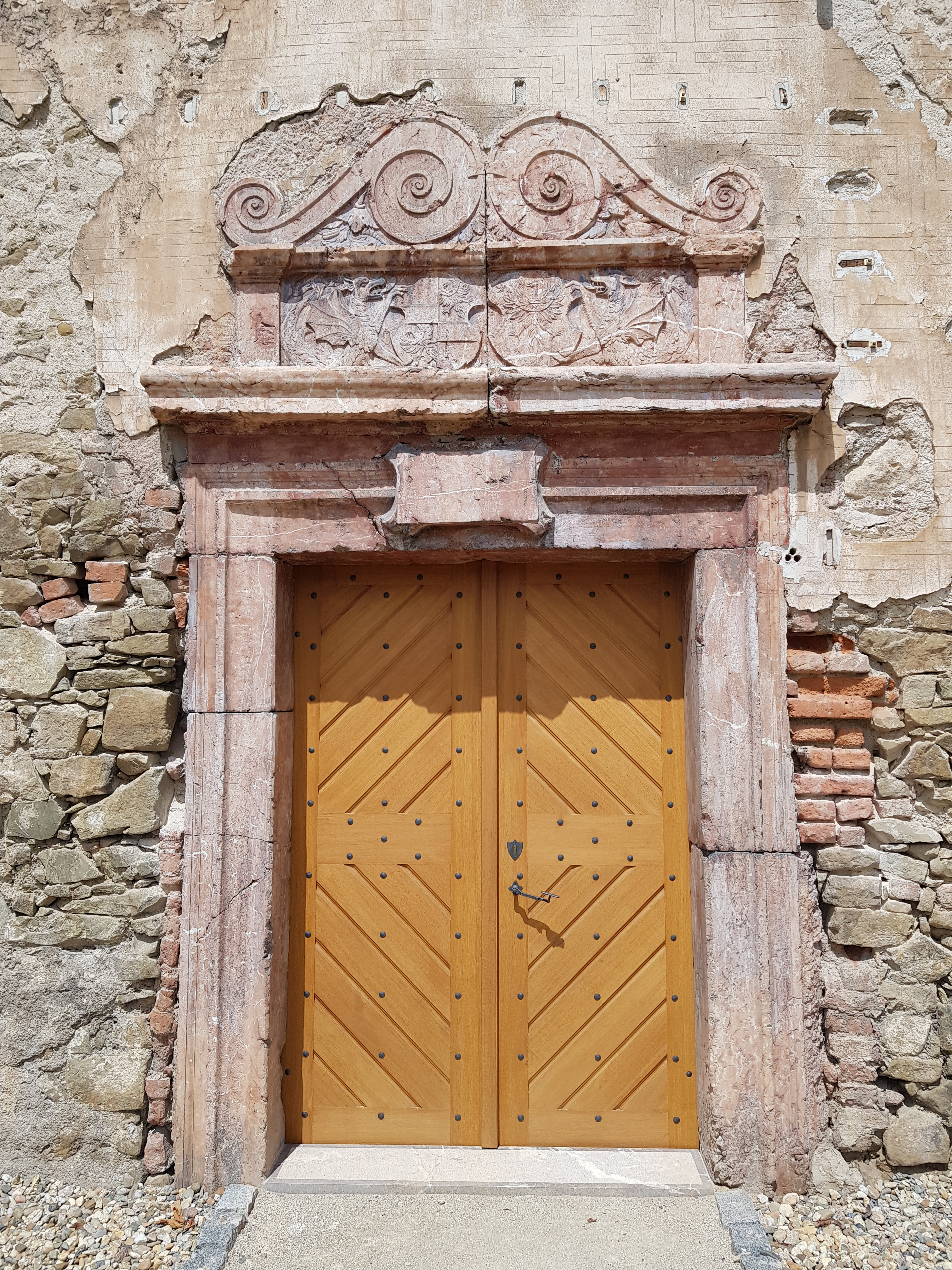
Renesanční portál zámku Králův Dvůr s erby Jana V. Popela z Lobkowicz a jeho druhé manželky Johany Novohradské z Kolowrat

Narodil se asi v roce 1521 jako syn Jana III. Popela z Lobkowicz na Chlumci (1490 – 14. června 1569 Libochovice), pozdějšího dlouholetého nejvyššího hofmistra Českého království (1554–1569), a jeho manželky Anny Žehrovské z Kolowrat († po 1567). Jeho mladším bratrem byl Ladislav III. Popel z Lobkowicz (1537–1609), který v letech 1582–1587 zastával úřad prezidenta české komory.
Jan V. se prosadil v úřednické sféře. Svou úřednickou kariéru začal jako rada nad apelacemi, tedy odvolacího soudu (od roku 1560), později se stal dokonce jeho prezidentem (1570–1577), poté byl prezidentem české komory (1577–1580) a hejtmanem německých lén (1578–1590). V tomto posledním úřadě setrval až do své smrti 18. června 1590.

## Majetek

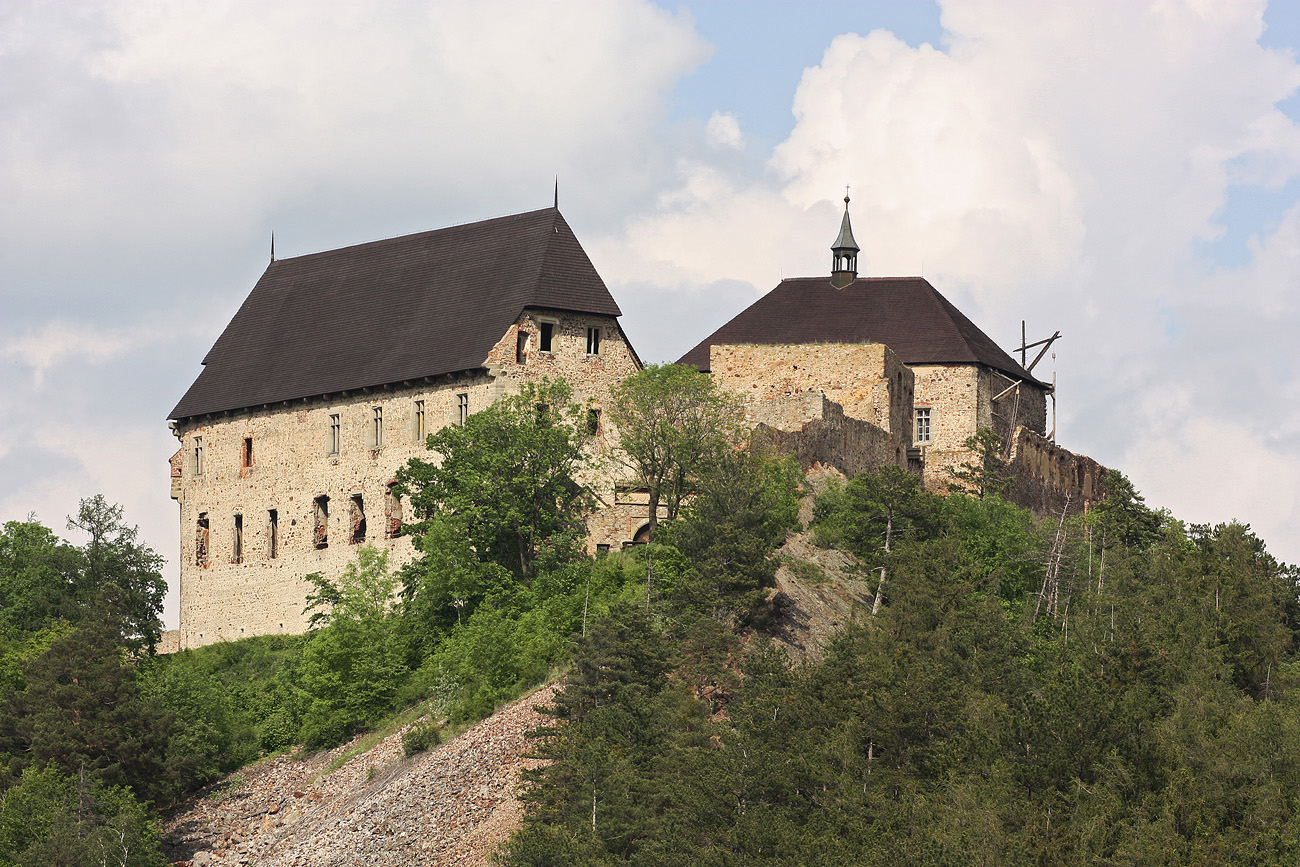
Hrad Točník

Vlastnil hrad Točník, Žlutice, Opálku, Nový Hrad v Jimlíně (1573–1575), který koupil od Volfa Novohradského z Kolowrat, Novou Bystřici, Stráž[nepřesný odkaz], Dobříš a Felixburk.
V roce 1550 převzal spolu s manželkou Annou z Roupova krakovecké panství od otce Jana staršího. Panství postupně rozprodávali a konečně v roce 1565 prodali za 2000 kop grošů Janu Újezdeckému z Červeného Újezda i hrad Krakovec s příslušenstvím.
Od císaře Ferdinanda I. Habsburského (českým králem 1526–1564) koupil v roce 1557 Králův Dvůr a na místě loveckého dvora Václava I. nechal v roce 1585 vybudovat renesanční zámek. Z této doby se zachoval mramorový portál s erby stavebníka a jeho manželky.

## Rodina

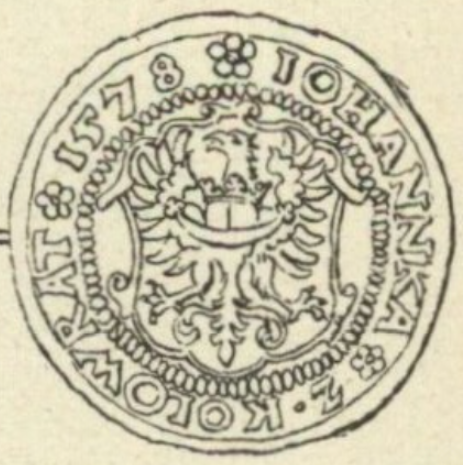
Mince s erbem Johanky z Kolovrat, Janovy druhé manželky

Oženil se třikrát. Nejdříve v roce 1546 s Annou z Roupova († po 1550), dcerou Jana z Roupova a Markéty Míčanové z Klinštejna. Toto manželství zůstalo bezdětné. Byl to její už druhý sňatek, poprvé se Anna provdala za Volfa z Gutštejna († 1544). Podruhé se Jan V. oženil s Johanou Novohradskou z Kolowrat († po 1586), dcerou Purkarta Novohradského z Kolowrat († 1532) a Alžběty Trčkové z Lípy. Narodily se jim tři dcery.
- 1. Eliška († před 1637)
  - ∞ (17. 8. 1581) Kryštof mladší Popel Lobkowicz, zvaný Tlustý (1549 – 24. 5. 1609)
- 2. Eva († 30. 7. 1599, pohřbena v říjnu 1599 v Bechyni)
  - ∞ (20. 7. 1578 Točník) Adam II. ze Šternberka (1575 – 10. 4. 1623)
- 3. Regina († 1612)
  - 1. ∞ (13. 5. 1582 zámek Nová Bystřice) Ferdinand Albrecht Hoyos (1553 – 2. 3. 1609)
  - 2. ∞ neznámý šlechtic z Friesu

Potřetí se Jan V. oženil kolem roku 1588 s Markétou Popelovnou z Lobkowicz (1541 – 17. 9. 1600), dcerou Litvína z Lobkowicz na Bílině († 1580) a Ludmily Zajícové z Házmburka. Manželství zůstalo bezdětné. Byl to její už druhý sňatek, poprvé se provdala za Jana z Oppersdorfu na Dubu († 1584).